# Pygocephalomorpha
De orde Pygocephalomorpha is een uitgestorven groep van peracaride schaaldieren. Ze bevat vijf families, en twee geslachten incertae sedis.
Pygocephalomorpha kwamen zeer algemeen voor in het Carboon tot hun uitsterven in het Perm.

## Systematiek
- Jerometichenoriidae
- Notocarididae
- Pygocephalidae
- Pygocephalomorpha incertae sedis
- Tealliocarididae
- Tylocarididae